# Gottlieb Fuchs
Pour les articles homonymes, voir Fuchs.
Théophile-Gottlieb Fuchs, également connu sous le pseudonyme de Rochat, né le 29 novembre 1904 et mort en 1983, est un ressortissant suisse connu pour avoir été l'interprète de Klaus Barbie pendant la Seconde Guerre mondiale. Il aurait selon ses dires et certains témoignages fait double jeu, en aidant les prisonniers de la Gestapo.

## Biographie

### Interprète pour la Gestapo
Fermier, Gottlieb Fuchs réside en France, près de Toulouse, en juin 1940. À la suite de la perte de son emploi, il est engagé comme interprète auprès de la Croix-Rouge allemande. Mais la Croix-Rouge n'a pas réellement besoin de ses services, et après quelques semaines il se retrouve interprète pour les troupes allemandes, puis pour la Gestapo, d'abord à Dijon, puis à Gex où il se trouve sous la responsabilité de Klaus Barbie.
Logé au château de Prévessin-Moëns, il devient l'homme de confiance de Klaus Barbie, et les Allemands lui portent un grand respect. Découvrant peu à peu ce qu'est vraiment la Gestapo, il commence à accomplir différents actes de résistance : subtiliser la photographie d'un indicateur suisse et transmettre le dossier afférent à la police genevoise, obtenir des laissez-passer pour des frontaliers, détruire des lettres de dénonciation…
En novembre 1942, il suit Klaus Barbie à Lyon, où il est également affecté à la surveillance du matériel allemand. Il entre en contact avec la résistance locale, et découvre en même temps la face la plus sombre de la Gestapo, ce qui le motive à user de sa fonction pour aider les Français. Chargé du contrôle du courrier des détenus de la prison Montluc, il ferme les yeux sur le contenu des colis, avertit les résistants locaux des rafles à venir et parvient même à faire libérer un prisonnier.
À sa demande, il est transféré à l'automne 1943 à Annemasse, où la Gestapo siège à l'hôtel Pax. Sous le nom de Rochat, il y est interprète et suppléant du juge d'instruction Georg Meyer, chef de la Gestapo de la ville. Profitant de l'ivresse de Meyer, il parvient à faire libérer vingt-huit détenus incarcérés à la prison du Pax, un ancien entrepôt situé derrière la bâtisse qui fait face à l'hôtel. Il réussit également, profitant des difficultés linguistiques des soldats allemands, à alerter les résistants lors d'une perquisition.
Il effectue dans le même temps des aller-retour à Genève, où il rencontre régulièrement des agents de renseignement.

### Déportation
Gottlieb Fuchs s'attire cependant la méfiance de responsables de la Gestapo et du Sicherheitsdienst (SD) de Lyon. Arrêté le 19 décembre 1943, il est envoyé à Lyon où, accusé d'espionnage, il est torturé. Condamné à mort, sa peine est commuée en prison à perpétuité et il est déporté au camp de Royallieu, puis à Trèves en Allemagne, où lui est attribué le matricule 44110. En mars 1944, il est transféré au camp de Dora, où il doit creuser des galeries pour les ateliers d'assemblage des fusées V1 et V2. Le fait qu'il parle allemand lui permet cependant d'obtenir un travail moins épuisant en cuisine. Il détourne de la nourriture pour les prisonniers, mais est dénoncé. Battu, il passe trois semaines à l'infirmerie, où un médecin lui attribue ensuite un poste d'infirmier.
Devant la progression des Alliés, les prisonniers sont transférés au printemps 1945 au camp de Bergen-Belsen, qui est libéré le 25 avril. Fuchs est interrogé par les autorités anglaises, puis françaises. Il est ensuite rapatrié en Suisse avec les félicitations du général Triff pour sa conduite pendant la guerre. À son arrivée en Suisse, il est arrêté et incarcéré temporairement à Genêve.

## Ses activités de résistant
Les activités de Gottlieb Fuchs en tant que résistant sont mises en doute en 1966 par une enquête du journaliste Claude Richoz, malgré le témoignage d'anciens résistants en faveur de Fuchs. Fuchs est l'auteur d'une autobiographie : Le Renard : 30 ans après, l'interprète de Klaus Barbie parle (1973). Sa famille est toujours en possession de son uniforme de détenu qu'on le voit porter dans certaines photos d'archive. Gottlieb Fuchs a souffert de stress post-traumatique jusqu'à sa mort.

## Publications
- Gottlieb Fuchs, Le Renard : 30 ans après, l'interprète de Klaus Barbie parle, Éditions Albin Michel, 1973.